# Oiva Virtanen
Oiva Aukusti Virtanen (Helsinki, 5 agosto 1929 – Helsinki, 26 settembre 1992) è stato un cestista finlandese.

## Carriera
Con la Finlandia ha disputato i Giochi olimpici di Helsinki 1952 e tre edizioni dei Campionati europei (1951, 1953, 1955).